# Dioon caputoi
Dioon caputoi — вид голонасінних рослин класу саговникоподібні (Cycadopsida).

## Опис
Рослини деревовиді. Стовбури 1 м заввишки, 25 см діаметром. Листки сині або синьо-зелені, матові, довжиною 70–90 см, складаються з 100—140 фрагментів. Листові фрагменти лінійні, одноколірні, не серпоподібні; середні фрагменти 8–10 см завдовжки, шириною 4–5 мм. Пилкові шишки вузькояйцевиді, світло-коричневі, довжиною 30–40 см, 9–10 см діаметром. Насіннєві шишки яйцеподібні, світло-коричневі, довжиною 30–40 см, 20–25 см діаметром. Насіння майже кулясте, 30–40 мм завдовжки, 30–40 мм завширшки, саркотеста кремова або біла.

## Поширення, екологія
Країни поширення: Мексика (Пуебла). Рослини зростають на крутих схилах в шипових лісах і вони ростуть на бідних, дрібно вапняних ґрунтах. 

## Загрози та охорона
Ці рослини також мають невеликий садівничій (тому збираються) потенціал. Місцеві жителі захищають рослину й землі, які мають обмежений сільськогосподарський потенціал. Усі відомі зразки знаходяться в Tehuacán-Cuicatlán Biosphere Reserve. 

## Галерея

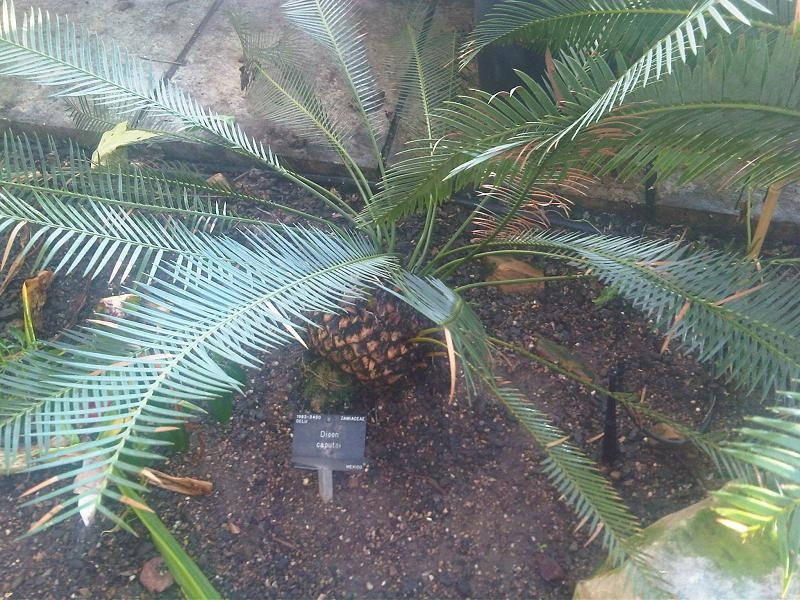
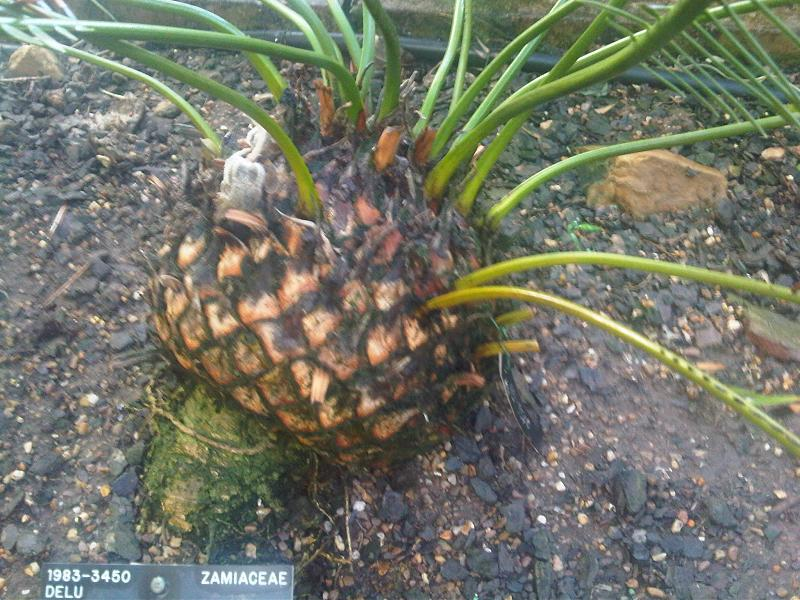
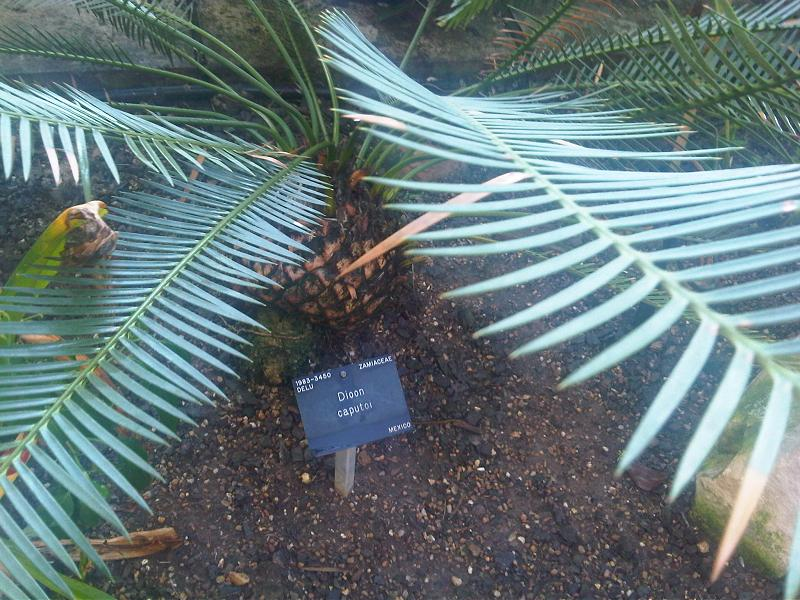

| Шишки секвоядендрону | Це незавершена стаття про голонасінні. Ви можете допомогти проєкту, виправивши або дописавши її. |